# Суханов, Иван Васильевич
Ива́н Васи́льевич Суха́нов (23 августа 1923, д. Тюфинь, Калужская губерния — 28 июля 2000, Нижний Новгород) — советский и российский философ

, специалист в области социальной философии. Доктор философских наук, профессор, заслуженный деятель науки РСФСР.

## Биография
Родился 23 августа 1923 года в деревне Тюфинь Калужской губернии.
В 1941—1946 годах служил к Красной-Советской Армии. Принимал участие в Великой Отечественной войне.
В 1952 году окончил философский факультет МГУ имени М. В. Ломоносова.
В 1955 году окончил аспирантуру философского факультета МГУ имени М. В. Ломоносова и защитил диссертацию на соискание учёной степени кандидата философских наук по теме «Роль социалистической идеологии в развитии творческой активности советского народа в период строительства коммунизма».
В 1955—1961  годах заведовал кафедрой философии в Казанском авиационном институте.
В 1961—1966 годах заведовал кафедрой философии в Воронежском педагогическом институте.
В 1966—1971  годах заведовал кафедрой философии в Горьковском политехническом институте.
С 1971 до конца жизни — заведующий кафедрой философии Волжской государственной академии водного транспорта.
В 1974 году в МГУ имени М. В. Ломоносова защитил диссертацию на соискание учёной степени доктора философских наук по теме «Обычаи, традиции, обряды как социальные явления».
Скончался 28 июля 2000 года. Похоронен на Красном кладбище Нижнего Новгорода.

## Научная деятельность
Исследовал обычаи, традиции, обряды, их внутреннее строение и роль как социальных механизмов в укреплении достижений духовной культуры и передаче новым поколениям. В его трудах проводилось различение между обычаями и традициями: первые определяют поведение через доскональные предписания действий или их запретов, а вторые посредством требования к человеку обладать духовными качествами, которые необходимы для определённого поведения. Практическим приложением итогов теоретических исследований Суханов считал организацию в жизни общества системы обычаев, традиций, обрядов, которая должна была обеспечить историко-культурную преемственность поколений, углубляла и усиливала воздействие общественных отношений на духовный мир человека. Также им исследованы приемы и способы воссоздания духовного мира людей ушедших в прошлое эпох, преодоления модернизации этого мира, как и искаженного его изображения в современных научных трудах по данному вопросу. Вершиной исследований Суханова была идея необходимости изучения национальной культуры, без понимания закономерностей развития которой бесполезны любые социальные преобразования в стране.
По утверждению художника и писателя Максима Кантора, Иван Суханов вскоре после войны написал донос на его отца философа Карла Кантора, своего однокурсника, который в результате этого доноса попал в лагерь.

### Избранные труды
Монографии
- Суханов И. В. Обычаи, традиции, обряды как социальные явления. — Горький: Волго-Вятское книжное изд-во, 1973. — 254 с.
- Суханов И. В. Обычаи, традиции и преемственность поколений. — М.: Политиздат, 1976. — 215 с.
- Suhanov I. V. Sitten, Brauche, Traditionen. Berlin, 1981

Статьи
- Суханов И. В. Место и роль традиций в развитии социалистического общества // Труды Казанского авиационного института. — Вып.53. — 1960;
- Суханов И. В. Природа религиозных чувств и психология обряда // Известия Воронежского педагогического института. — Т. 73. —1966.
- Суханов И. В. Цивилизация и культура // Очерки по философии культуры. — Н. Новгород, 1993.

## Награды
- Заслуженный деятель науки РСФСР (1983)